# 원수정
원수정(元首政, 라틴어: Principatus 프린키파투스[*])는 제정 로마 전기의 정치형태이다. 원수(프린켑스)에 의한 통치를 의미한다.

## 배경
고대 로마의 공화정은 로마가 도시국가 내지 도시국가연합인 시대에 유효하게 기능했다. 그러나 로마가 지중해 세계 대부분을 지배하는 거대국가가 되면서 구조적 한계를 드러냈다. 로마의 유력자 모임에 불과한 원로원과 로마 시민만의 선거로 선출되는 집정관으로는 도저히 거대국가를 통제할 수 없게 된 것이다. 고대에는 거대한 국가에 전국민이 참여하는 민주주의를 실행하는 것은 도저히 불가능한 일이었다. 만일 실행한다 하더라도 속주 주민들의 이해관계가 민주정에 반영되면 국가운영이 더욱 어려워질 것이고, 그런 것은 아무도 바라지 않았다. 따라서 고대 로마 전역의 차질없는 국가 운영을 위해 군주정체로의 전환은 불가피했다.
또 한편으로는 고대 로마의 후원 문화 문제가 있었다. 고대 로마는 주로 귀족으로 이루어진 부모격 보호자(파트로누스)이 주로 평민으로 이루어진 자식격 피보호자(클리엔테스)를 거느리고 보호하는 상호관계(피호제도)가 있었다. 로마가 도시국가인 단계에서 이런 문화는 사리사욕보다는 노블레스 오블리주적 의미가 있었다. 그러나 로마가 거대국가화되면서 귀족의 보호를 받을 수 있는 크리엔테스는 평민들 중 소수 집단이 되고, 그 결과 귀족은 자신에게 가까운 이의 이익만을 우선하는 존재가 되어 대국적인 국가운영보다 자신의 클리엔테스의 이익대표자 입장을 우선했다. 이 현상을 타파하려면 개별 파트로누스와 클리엔테스들의 복잡한 상하관계를 단 한명을 정점으로 하는 단순한 상하관계로 정리할 필요가 있었다.
하지만 애초 왕을 추방하고 공화제로 전환된 역사를 가진 고대 로마에서 군주제는 최대의 금기였다. 기원전 1세기의 내란기를 거쳐 종신독재관에 취임한 율리우스 카이사르는 공화정 전통을 지키려는 사람들에게 암살당한다. 카이사르의 후계자 옥타비아누스는 기원전 27년 원로원에게 "아우구스투스(존엄자)" 칭호를 받았는데, 이로써 로마 최초의 "황제"가 되었다고 한다. 하지만 그것은 후세의 인식이며, 아우구스투스가 된 뒤로도 표면적으로는 군주의 지위에 오른 것은 아니고 기만적인 공화정의 수호자로 행동했다. 이렇듯 실질적으로 황제 지위에 있지만 표면적으로는 로마 공화정 전통을 고수하며 체면을 지킨 전기 로마 제국 체제를 아우구스투스의 또다른 칭호인 "프린켑스(원수)"로부터 후세에 "원수정"이라고 부른다. 후기 로마 제국의 황제가 여기서 탈피하여 본격적 전제군주가 된 이후는 전제정(도미나투스)이라고 구분한다.

## 권력 구성
옥타비아누스는 아우구스투스 칭호 외에도 프린켑스 칭호를 가졌는데, 프린켑스는 공화정 시대부터 존재하던 칭호로 "제1인자, 원수"를 의미한다. 아우구스투스는 암살을 피하기 위해 최고권력자를 연상시키는 행동을 최대한 회피했고, 직접적 권력을 내포하지 않는 명예칭호인 프린켑스를 허울로 사용했다. 따라서 아우구스투스와 같은 구성을 취한 후속 황제들의 통치 체제가 원수(프린켑스)의 통치라고 하여 원수정(프린키파투스)이라고 한다.
아우구스투스의 통치는 어디까지나 공화국의 연장이라는 형식을 취했으며, 그의 권력도 카이사르의 독재관 같은 비상대권이 아닌, 공화국의 다양한 평시 상설직들의 권한을 동시에 소유하는 형태로 구성되었다. 각 권한 하나하나는 공화정 법률에서 완벽하게 합법적이다. 원수의 지위를 구성하는 여러 권한들 가운데 중요한 것은 집정관(콘술) 권한, 상급 속주총독(프로콘술) 권한, 호민관(트리부누스) 권한의 3개로, 원수의 권력은 기본적으로 이 셋에서 비롯된다. 이 세 권한은 아우구스투스 및 그 후임 원수들이 로마를 합법적으로 통치하는 근거이자, 집정관 권한과 속주총족 권한을 통해 거의 모든 로마 군대의 통수권을 장악하는 근거이기도 했다. 
옥타비아누스가 얻은 칭호와 권한들을 정리하면 다음과 같다. 이러한 칭호들 중 일부는 나중에 군주를 의미하는 단어들의 어원이 된다.
- 원수(라틴어: Princeps 프린켑스[*]): 시민들 중 제1인자라는 의미의 명예칭호. 프린스(Prince)의 어원.
- 집정관(라틴어: Consul 콘술[*])의 명령권(라틴어: Imperium 임페리움[*]): 로마의 행정권한의 근거이자 이탈리아 반도의 군통수권
- 속주 총독(라틴어: Proconsul 프로콘술[*]), 즉 속주총독의 명령권: 황제 속주의 행정권 및 그 이외 원로원 속주에 영향력을 보장. 또한 속주에 배치된 군단의 통수권.
- 호민관(라틴어: tribunus 트리부누스[*])의 특권: 신체 불가침권, 원로원 의안 제출권, 민회 소집권 등. 그 중에서도 거부권이 가장 중요한 권력이었다.
- 카이사르(라틴어: Caesar): 옥타비아누스가 카이사르의 양자로서 그 뒤를 이은 것에 유래한다. 본래는 율리우스씨 씨족에 속한 가족명이다. 카이저(Kaiser) 및 차르(Czar)의 어원.
- 존엄자(라틴어: Augustus): 단순한 존칭이지만 "존엄한 자"라는 말은 영향력을 가지지 않을 수 없었다.
- 총사령관(라틴어: Imperator 임페라토르[*]): 양부 카이사르처럼 개선장군의 칭호를 개인 이름처럼 사용하여 그 칭호 사용을 사실상 독점했다. 엠페러(Emperor)의 어원.
- 제사장(라틴어: Pontifex Maximus 폰티펙스 막시무스[*]): 종교적 권위 장악.재정시기 아우구스투스 황제부터 그라티아누스 황제 때까지 사용
- 국부(라틴어: Pater Patriae 파테르 파트리아에[*]) 칭호

## 역사

### 율리우스-클라우디우스조
초대 원수 아우구스투스로부터 내리 5대가 혈연에 의해 세습되었다(율리우스-클라우디우스 왕조).
사실상 제정이지만 로마의 주권자는 여전히 로마 원로원과 시민(SPQR)이었다. 로마의 원수, 즉 황제는 원로원의 승인(시민의 환호)에 의해 통치권을 위임받는 형식을 취한다. 제정이 계속되면서 점차 유명무실해지지만 왕정에 알레르기를 가진 로마에서 제정을 수립하려면 이런 애매모호한 형태를 취할 수밖에 없었다. 카이사르가 암살된 것이 종신독재관이라는 명백한 독재자 지위에 올랐기 때문이라는 교훈을 잊지 않았기 때문이다.
원수 취임뿐 아니라 후계자 지명(호민관 관직 부여)도 원로원의 승인을 받아야 했다. 또 원수의 칙령도 잠정 조치법에 지나지 않았고 영구 법제화를 위해서는 원로원 의결을 거쳐야 했다. 네로는 주권자인 원로원과 시민이 그의 원수됨을 부정함으로써 "국가의 적"으로 결의되었기에 자살로 내몰렸다.
이후 원수정 로마는 내전기를 거쳐 플라비우스 왕조, 그리고 오현제 시대로 이어진다.

### 오현제 시대
네르바 이래의 오현제는 전통적인 견해에서는 혈연세습을 하지 않고 유능한 사람을 양자로 들여 후계자로 선택, 원로원의 승인을 얻어 제위를 계승했다고 한다. 원로원의 승인을 얻을 때 어느 정도의 정치적 기반이 필요하기에 최근에는 정치 항쟁을 통과한 사람들이 후계자가 되었다는 설도 제기되지만 어쨌든 유능한 인물이 후계자로서 원수위를 계승한 것은 틀림없다. 이 다섯 황제를 소위 오현제라고 부른다. 율리우스-클라우디우스조 이후 원수정은 이미 명분에 불과했고 혈통에 의한 계승이 이루어졌다. 그러나 오현제 시대의 원수, 황제는 말하자면 종신 대통령 같은 것으로서 원수정이 다시 실질적으로 기능했다. 
하지만 이것은 오현제 중 네 명이 자식을 보지 못했기에 결과적으로 그렇게 된 것에 불과하고, 오현제 서로는 다소 멀기는 하지만 어쩄든 혈연 관계가 있다. 때문에 오현제를 네르바-안토니누스조라고 왕조 취급을 하기도 한다. 오현제 중 마지막인 마르쿠스 아우렐리우스에게는 친아들 콤모두스가 있었기에 그에게 승계했다. 즉위한 콤모두스가 폭군이 됨으로써 오현제 시대는 종말을 맞이한다.

### 군인황제 시대
소위 3세기의 위기 시기에 게르만족이나 사산 제국 등 외적이 끊임없이 침입하면서 로마 황제에게는 군인으로서의 능력이 요구되었다. 이에 따라 전장의 군인들이 황제를 선택했고, 원로원은 군인들이 옹립한 황제를 추인할 수밖에 없었다. 하지만 많은 군인 황제들은 싸우다 죽거나 사고사, 암살 등으로 단명했고 235년-284년의 50년 동안 20명의 황제가 교체되었다. 이 시대의 소위 군인 황제는 마치 용병부대의 대장과 같은 것이었으며, 내정을 돌볼 여유 같은 것은 없었다.

### 전제정으로의 전환
284년 즉위한 디오클레티아누스는 군인 황제 시대의 혼란을 수습하기 위한 개혁을 실시했다. 기존의 로마 황제, 즉 원수는 명분상 공화제를 준수했지만, 디오클레티아누스 이후의 로마 제국은 명분상으로도 실질적으로도 군주제로 전환되었다. 이후의 체제를 전제정(도미나투스)라고 하며,재정 성립이래부터 황제를 나타내던  "제1 시민"의 뜻을 가진 "프린켑스"의 호칭 대신 "주인"아라는 뜻을 가진 "도미누스"라는 칭호를 사용하며 원수정 체제는 종말을 고했다. 다만 이것은 후세의 구분이며 당대에는 체제를 가리키는 이런 호칭들이 사용되지는 않았다.
또 전제정에서는 "아우구스투스"가 황제의 칭호가 되고 "카이사르"는 부제의 칭호가 되었다.
그러나 원수정의 잔재는 그 후에도 계속되어 동로마 제국에서도 "시민과 군대의  신뢰에 의해 선정된 로마 황제"라는 허울은 살아 있었다.